# Antal Anetta
Antal Anetta (Budapest, 1947. július 16. –)  magyar színésznő.

## Életpálya
1969-ben végzett a Színház- és Filmművészeti Főiskolán, Szinetár Miklós osztályában. Friss diplomás színésznőként egy évet a Pécsi Nemzeti Színházban töltött. 1970-től a Miskolci Nemzeti Színház, 1973-tól a szolnoki Szigligeti Színház szerződtette. 1978-ban ismét pécsi, 1981-ben pedig újból a szolnoki társulat tagja volt. 1983-tól a budapesti Népszínház művésznője. 1992-től az Evangélium Színházban játszott.

## Fontosabb színházi szerepei
- Leonard Bernstein: West Side Story... Mária
- Móricz Zsigmond: Nem élhetek muzsikaszó nélkül... Pepi
- Bertolt Brecht - Kurt Weill: Koldusopera... Kocsma Jenny
- Katona József: Bánk bán... Melinda
- William Shakespeare: Hamlet... Színészkirálynő
- Ránki György - Hubay Miklós - Vas István: Egy szerelem három éjszakája... Melitta
- Raffai Sarolta: Egy szál magam... Eta
- Fésűs Éva: A csodálatos nyúlcipő... Rőtfülűné
- Zilahy Lajos: A szűz és a gödölye... Irén
- Ivan Bukovčan: Mielőtt a kakas megszólal... Bábaasszony
- Nicola Manzari: Pablito nővérei... Magdalena, apáca
- Babay József - Buday Dénes: Három szegény szabólegény... Posztóné
- Örkény István: Tóték... Tótné
- Benedek András: Csudakarikás... Királyné
- Timár György: Pártfogoltak... Hóri Júlia, minisztériumi főosztályvezető
- Romhányi József: Csipkerózsika... boszorka; tündér
- Tamási Áron: Csalóka szivárvány... Viola
- Tamási Áron: Hegyi patak... Márika
- Tamási Áron: Vitéz lélek... Sára néne
- Békés Pál: Egy kis térzene... Dinnyésné
- Bródy Sándor: A tanítónő... nagyasszony
- Németh László: A két Bolyai... Báró Kemény Simonné
- Thornton Wilder: Hajszál híján... jósnő
- Thornton Wilder: A mi kis városunk... Mrs. Gibbs
- Kovách Aladár: Téli zsoltár... Peleiné
- Márai Sándor: A kassai polgárok... Ágnes
- Varga László: Kossuth vagy Széchenyi?... Zsófia
- Sík Sándor: István király... Gyöngy
- Illyés Gyula: A különc... Orczy Istvánné
- Anton Pavlovics Csehov: Platonov szerelmei... Platonovné
- Kertész Ákos: Makra:... Makráné

## Filmek, tv
- Hegyi patak (TV-műsor)
- A nagy hal (magyar vígjáték)
- A kormányzó (magyar tévéfilm, 1968)
- Az utolsó kör (magyar tévéfilm, 1968)
- Főiskolások (magyar tévéfilm, 1969)
- Ide nekem az oroszlánt is (magyar művészeti műsor, 1969)
- Krebsz, az isten (magyar film, 1970)
- Hószakadás (magyar tévéjáték, 1974)
- Kossuth vagy Széchenyi? (magyar tévéjáték, 1977)
- A kedves szomszéd (magyar film, 1979)
- Az áldozat (magyar krimi, 1980)
- Egymásra nézve (magyar film, 1982)

## Díjai, elismerései
- Nívódíj (1987)